# Поповяне
Попо́вяне (болг. Поповяне) — село в Софійській області Болгарії. Входить до складу общини Самоков.

## Населення
За даними перепису населення 2011 року у селі проживали 265 осіб.
Національний склад населення села:
| Національність   | Кількість осіб | Відсоток |
| ---------------- | -------------- | -------- |
| болгари          | 118            | 44,7%    |
| цигани           | 57             | 21,6%    |
| не визначились   | 88             | 33,3%    |
| Всього відповіли | 264            |          |

Розподіл населення за віком у 2011 році:
Динаміка населення: